# Stående längdhopp
Stående längdhopp är en friidrottsgren som fanns på det olympiska programmet från 1900 till 1912 och i de antika olympiska spelen. Grenen går till så att man står på ett hårt och fast underlag som är upphöjt några centimeter över marken, till exempel kanten till en längdhoppsgrop. Utövaren har tårna framför kanten för att få tryck framåt. Mätningen sker från kanten. Det underlag man landar på kan vara till exempel mattor eller sand och man mäter nedslaget på samma sätt som i längdhopp. Om man landar på mattor, tar man talk under skorna för att nedslaget ska synas. 

## Historia
Segrare 1900, 1904 och 1908 i de olympiska spelen var amerikanen Ray Ewry. Den siste olympiske mästaren, i Stockholms-OS 1912, var Konstantinos Tsiklitiras från Grekland. Han har givit namn åt en Super GP-tävling som hålls varje år på olympiastadion i Aten och som är känd bland annat för världsrekorden på 100 meter (Maurice Greene 9,79 1999 och Asafa Powell 9,77 2005). 
Ray Ewry satte ett världsrekord på 3,47 m. Världsrekordet idag innehas av norrmannen Arne Tvervaag, som hoppade 3,71 m i Noresund den 11 november 1968. Dock hoppade amerikanen Byron Jones 3,73 m under ett NFL-träningsläger den 23 februari 2015, något som ej erkänts som världsrekord av bl.a. IAAF och friidrottsexperten Lennart Juhlin.
I Sverige hölls förr årliga mästerskap i stående hopp (stående längdhopp och stående höjdhopp). När inomhushallarna så småningom medgav hopp med ansats, övergav man emellertid de stående hoppen i Sverige. Det sista svenska mästerskapet i stående hopp hölls 1965 och just på det mästerskapet sattes det sista svenska rekordet 3,43 av Göran Fredriksson. Fredriksson slog då Karl Erik Ekmans 3,41 från 1942 som fortfarande är det näst bästa svenska resultatet genom tiderna.

## Regler
(Från SFIFs regelbok 1975.) 
Reglerna för längdhopp med anlopp gäller i tillämpliga delar liksom reglerna för höjdhopp utan anlopp.
Avstampsplankan varifrån hoppet utföres, skall ligga på marken och vara väl fastsatt i underlaget. Plankan skall vara minst 7 cm tjock (översidan minst 7 cm över marken), minst 30 cm bred och minst 50 cm lång, ej fjädrande. Framsidan skall vara lodrät.
Nedhoppet skall ske i samma nivåplan som avstampsplankans översida.
Hoppet utföres med avstamp av båda fötterna (jämfota) samtidigt från avstampsplankan.
Det står den tävlande fritt att stå med främre delen av fötterna över avstampsplankans ytterkant, men beröres med någon del av fötterna den framförliggande marken, räknas detta som ett fullt försök som ej mätes.

## Stående längdhopp idag
Norge är ett av få länder i världen som håller mästerskap i stående hopp. Sedan 1991 har platsen för det årliga mästerskapet varit Stangehallen, där det arrangeras tillsammans med ordinarie nationella inomhusmästerskap i friidrott. Mästerskapet är öppet även för andra nationaliteter och ger således svenskar möjlighet att tävla i stående hopp, som ju saknas på det svenska grenprogrammet i friidrott. Vid 2006 års norska mästerskap vann svenske Sebastian Holmberg både stående höjdhopp och stående längdhopp i juniorklassen (19 år), på resultaten 1,62 respektive 3,11. I seniorklassen segrade Christopher Selmer från norska IK Tjalve i stående längd på 3,42. Det bästa kvinnliga resultatet på norska mästerskapen är 2,92 av Annelin Mannes år 1981. Khaddi Sagnia från Sverige hoppade 3,07 på tävling år 2020.
Det hålls även årliga mästerskap i stående hopp på Island.

## Övrigt
Medan andra grenar inom friidrotten haft en kraftig resultatförbättring till följd av bättre material har den tekniska utvecklingen haft ytterst liten påverkan på stående längdhopp. Villkoren är så gott som desamma som för 100 år sedan. Vad det handlar om är spänst i all sin enkelhet och därför anser somliga att stående längdhopp är den ädlaste av friidrottens samtliga grenar. 